# Christoph Dietrich Bose der Ältere

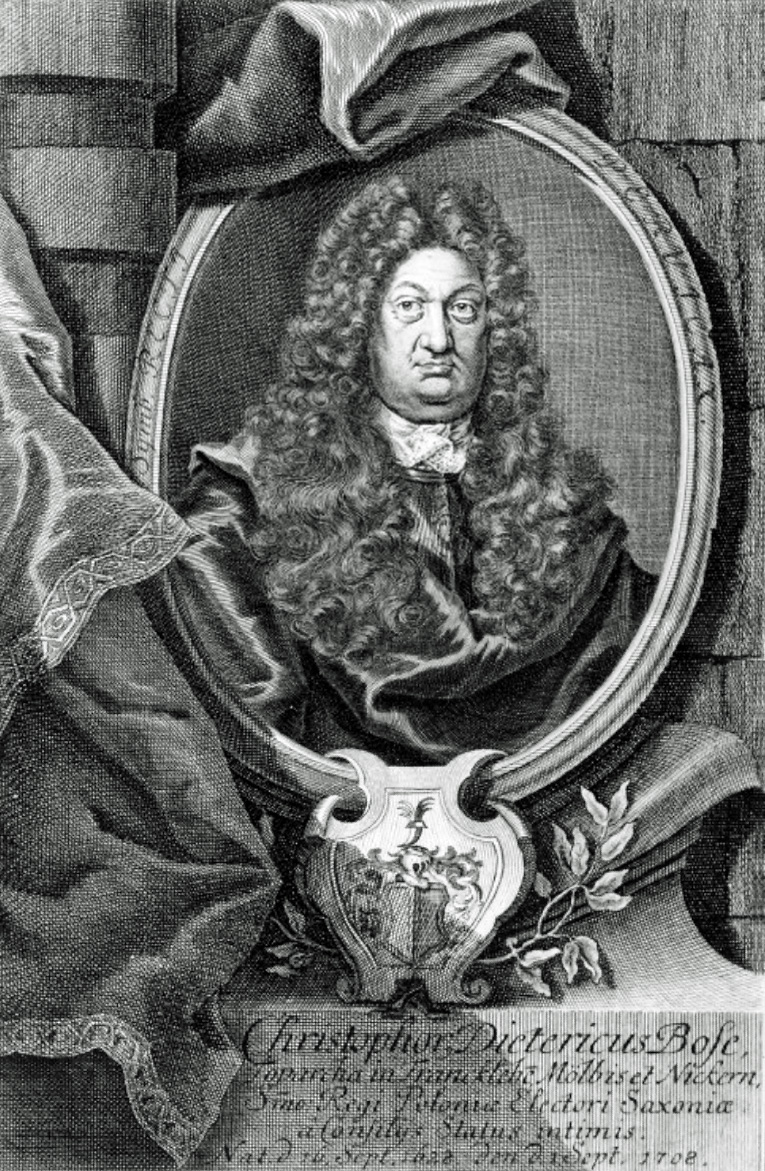
Christoph Dietrich Bose der Ältere

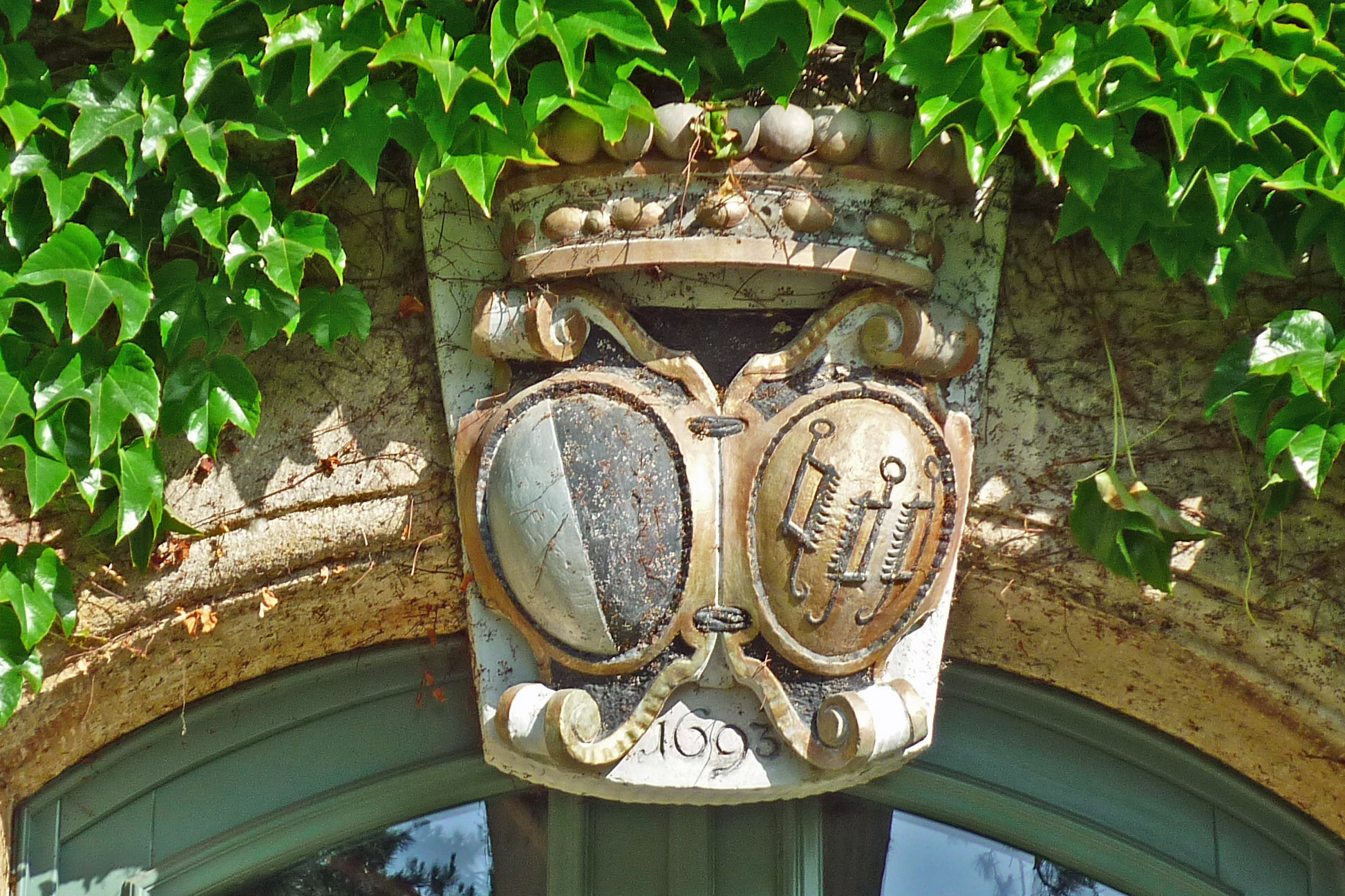
Allianzwappen Bose/Gustedt am Schloss Nickern

Christoph Dietrich Bose der Ältere (* 16. September 1628 in Unterfrankleben; † 1. September 1708 in Mölbis) war Erb-, Lehn- und Gerichtsherr auf Unterfrankleben, Mölbis und Nickern sowie königlich-polnischer und kursächsischer Geheimer Rat, Kriegsrat und Generalkriegskommissar. In seiner 50-jährigen Dienstzeit am sächsischen Hof diente er vier sächsischen Kurfürsten.

## Leben
Bose stammte aus dem sächsischen Uradelsgeschlecht derer von Bose, das bei der Schreibung seines Namens bewusst auf die Verwendung des Adelsprädikats verzichtete. Er war der Sohn des fürstlich-merseburgischen Kammerdirektors Balthasar Bose (1593–1664) und seiner Ehefrau Anna Margaretha von Loß (1601–1666).
Christoph Dietrich Bose begann 1646 eine militärische Karriere, die ihn zunächst in brandenburgischen Diensten sah, nach dem Westfälischen Frieden ab 1648 in französischen unter General Roß-Wurm. Hier brachte er es bis zum Dienstgrad eines Capitain.
1654 kam er in sein Vaterland zurück und begann eine Laufbahn im Staatsdienst des kursächsischen Hofes in Dresden, zunächst als Kammerjunker. 1671 wurde er Oberschenk und Kammerherr, 1672 Kammerrat und 1674 Bergrat. 1678 berief ihn Herzog August nach Halle, um die Finanzen des Herzogtums Sachsen-Weißenfels zu leiten. Außerdem wurde er Oberhauptmann im Fürstentum Halle-Querfurt.
Nach dem Tode Herzog Augusts wurde er 1680 wieder nach Dresden beordert. Hier trat Kurfürst Johann Georg III. gerade seine Regierungszeit an. Er verpflichtete ihn zum Kammer- und Bergratsdirektor. Etwa um diese Zeit erwarb Bose ein ursprünglich bereits in der Mitte des 16. Jahrhunderts gebautes Stadthaus in der Dresdner Altstadt in der Schössergasse 16. Er ließ das Haus zu einem dreigeschossigen Adelshaus im frühbarocken Stil umbauen. Das Bosesche Familienwappen war am Portal in der Schössergasse angebracht. Eine weitere Besonderheit des Hauses war ein reich verzierter Erker in der Sporergasse im Stil des Palais im Großen Garten. Im Inneren des später als „Bosesches Haus“ benannten Gebäudes wurden vergoldete Ledertapeten und reich geschmückte Decken angebracht. Von 1722 bis 1832 war das Bosesche Haus der Aufbewahrungsort der Rüstkammer der sächsischen Kurfürsten und Könige.
1682 wurde Bose zum Wirklichen Geheimen Kriegsrat ernannt und gleichzeitig Leiter der Kriegskanzlei. Das war die oberste Militärbehörde des neu gegründeten stehenden Heeres Sachsens. 1683 erhielt Bose die Würde eines Wirklichen Geheimen Kriegsrates. Mit dem kriegsliebenden Kurfürsten Johann Georg III. zog er nun auch wieder zu Felde und nahm an mehreren Kriegshandlungen teil, unter anderem auch an der Belagerung von Mainz (1689). 1691 kaufte er das Rittergut Nickern bei Dresden von dem königlich-polnischen und kurfürstlich-sächsischen Kriegskommissarius und kaiserlichen Hauptmann, Carl Rudolf von Carlowitz ab.
1692 wurde er Wirklicher Geheimer Rat und als solcher auch von August dem Starken nach dessen Amtsantritt bestätigt. Er hat als Diplomat für Sachsen an zahlreichen wichtigen Konferenzen teilgenommen und als Gesandter sowohl am kaiserlichen als auch an fürstlichen Höfen geweilt. 1690 war er in Augsburg bei der Wahl Josephs I. zum römisch-deutschen König als Vertreter des Kurfürstentums Sachsen anwesend. Erst im Alter von 76 Jahren wurde Bose aus dem Staatsdienst entlassen.

## Familie
Nach seiner Rückkehr aus Frankreich heiratete er am 20. September 1655 Ursula von Gustedt (1636–1694) Tochter des Joachim Johannes von Gustedt, Domherr in Magdeburg, Erbherr von Dersheim und Bexheim. Mit ihr hatte er insgesamt 13 Kinder, unter anderem die Söhne:
- Johann Balthasar (1658–1712; Dompropst zu Meißen und Oberhofmeister der Königin Christiane Eberhardine),
- Christoph Dietrich der Jüngere (1664–1741; Wirklicher Geheimer Rat und Reichspfennigmeister),
- Adam Heinrich (1667–1749; königlich-polnischer und kursächsischer General),
- Wolf Dietrich (1671–1734; königlich-polnischer und kursächsischer Appellationsrat) und
- Gottlob Siegmund (1677–1723; königlich-polnischer und kursächsischer Oberst-Leutnant).

Zwei weitere Söhne starben im frühen Kindesalter, während ein weiterer, Carl Ernst im Alter von 20 Jahren in Indonesien im Krieg starb.
Seine älteste Tochter Ursula Margaretha heiratete 1675 den Bergrat Hans Carl von Carlowitz.
Johanna Eleonore (* 26. April 1661; † 4. April 1718) heiratete den Generalleutnant Thomas Friedrich von Bornstedt (* 16. Februar 1655; † 28. Oktober 1697). Christiane Elisabeth (* 21. September 1668; † 4. Oktober 1709) heiratete am 26. Oktober 1700 in Dresden Adolph Friedrich von Below (* 23. April 1656; † 25. November 1729). Sophie Luise († 1692) war mit Hans Wilhelm von Seebach (* 14. Mai 1651; † 20. Juli 1725) verheiratet.
Durch die erfolgte Heirat mit Ursula von Gustedt war Christoph Dietrich Bose in den Besitz der Güter in Mölbis und im benachbarten Trages südlich von Leipzig gekommen, auch wenn er im Gegenzug sein Rittergut Großkayna (bei Frankleben) verkaufen musste. Das Dorf Mölbis hatte Christoph Dietrich Bose viel zu verdanken. So errichtete er unter anderem auf eigene Kosten die Kirche des Ortes als eine Nachbildung der Kapelle des Jagdschlosses Moritzburg von Grund auf neu und stattete sie zur Bauerhaltung mit einem Kapital von 2.000 Gulden aus.
Christoph Dietrich Bose verbrachte seinen Lebensabend in Mölbis und wurde in der dortigen Kirche begraben. Er hinterließ zu seinen Lebzeiten 13 Kinder, 38 Enkel und acht Urenkel.